# برم بايين (مقاطعة دهلران)
برم بايين (بالفارسية: برم پایین) هي قرية تقع في قسم دشت عباس الريفي (مقاطعة دهلران) في إيران. يقدر عدد سكانها بـ 637 نسمة بحسب إحصاء 2016.